# Unlovable (livro)
Unlovable é um livro do cantautor e produtor musical australiano Darren Hayes publicado em 2024 pela Penguin Books.

## Lançamento
Em maio de 2024, Hayes anunciou o lançamento na Austrália e Nova Zelândia de seu primeiro livro de memórias, intitulado "Unlovable". A obra foi lançada em 5 de novembro, via editora Penguin Books. No mesmo mês, Hayes realizou uma turnê promocional para divulgação do livro, incluindo conversas e entrevistas na mídia e em espaços culturais, na Austrália.
A edição também foi lançada internacionalmente no formato audiolivro, narrado pelo cantautor. Em janeiro de 2025, a obra também chegou às livrarias britânicas e americanas.

## Conteúdo
Descrita como "uma jornada de traumas, fama e autoconhecimento", a obra revisita as memórias do artista, passando por uma infância de violência doméstica, o estrelato musical e conturbado fim de sua banda Savage Garden e sua luta interna por autoaceitação de sua sexualidade.

## Vendas
O livro em formato digital ficou entre os mais vendidos na loja australiana da Amazon na categoria Memórias (Kindle Store) e no formato audiolivro no Top 10 da categoria Biografias de Compositores e Músicos.
| Lista (2024)                                                                | Posição mais alta |
| --------------------------------------------------------------------------- | ----------------- |
| Amazon Australia (Biographies of Composers & Musicians)                     | 10                |
| Amazon Australia (Biographies of Celebrities & Entertainment Professionals) | 21                |
| Amazon Australia (Memoirs - Books)                                          | 69                |
| Amazon Australia (Memoirs - Kindle Store)                                   | 72                |
| Amazon Australia (Biographies of Actors & Entertainers)                     | 165               |